# Oviedo (Flórida)
Oviedo é uma cidade localizada no estado estadunidense da Flórida, no condado de Seminole. Foi incorporada em 1925.

## Geografia
De acordo com o United States Census Bureau, a cidade tem uma área de 40,1 km², onde 39,4 km² estão cobertos por terra e 0,7 km² por água.

### Localidades na vizinhança
O diagrama seguinte representa as localidades num raio de 16 km ao redor de Oviedo.

## Demografia
Segundo o censo nacional de 2010, a sua população é de 33 342 habitantes e sua densidade populacional é de 846,4 hab/km². Possui 11 720 residências, que resulta em uma densidade de 297,5 residências/km².

## Geminações
- Oviedo, Astúrias, Espanha [5]